# شامي شكرابارتي
اسمها الكامل شارميتا شاكرابارتي (بالإنجليزية: Sharmishta Chakrabarti)‏ هي سياسية ومحامية وناشطة حقوق إنسان بريطانية من حزب العمال ولدت في يوم 16 يونيو 1969 في لندن لعائلة من أصل بنغالي.